# Lisa Tertsch
Lisa Tertsch (født 1. december 1998) er en tysk triatlet og cross country-løber.

## Karriere

### Triatlon
I august 2019 vandt hun bronze i U23-løber for kvinder under triatlon-VM i Lausanne i Schweiz. Det år tog hun førsteplassen i U23-EM og blev nummer ét på Europacuprangeringen i afslutning af sæsonen. I februar 2020 blev hun kåret til årets idrætsudøver i ETU.
Hun blev tysk mester i sprinttriatlon i Berlin i 2021 og igen i Düsseldorf i 2023.
Hun vandt bronze ved Verdensmesterskabet i triatlon i Hamburg sommeren 2022. Hun blev nummer to i World Triathlon Championship Series i Hamburg i juli 2024.
I juli 2024 vandt hun guldmedaljen ved verdensmesterskabet i triatlon blandet stafet.
Hun konkurrerede ved OL i Paris 2024. I det individuelle løb, som blev afholdt 31. juli 2024, ødelagde en tidlig styrt i cykeldelen håbet om medalje, men hun kom tilbage og sikrede sig en top ti-placering. Hun kom stærkt tilbage og vandt stafetten for blandet hold for Tyskland sammen med Tim Hellwig, Lasse Lührs og Laura Lindemann.